# Schwaneburger Moor-Nord
Das Schwaneburger Moor-Nord ist ein Naturschutzgebiet in der niedersächsischen Stadt Friesoythe im Landkreis Cloppenburg.
Das Naturschutzgebiet mit dem Kennzeichen NSG WE 184 ist 137 Hektar groß. Unter Naturschutz gestellt ist ein größerer, unkultiviert gebliebener Teil des weitestgehend abgetorften Ostermoores. Ein Teil des Gebietes wird landwirtschaftlich als Grasland genutzt. Etwas südlich liegt das zum gleichen Moorgebiet gehörende Naturschutzgebiet „Schwaneburger Moor“.
Das Gebiet steht seit dem 19. Dezember 1987 unter Naturschutz. Zuständige untere Naturschutzbehörde ist der Landkreis Cloppenburg.